# إرنست إيبرت
إرنست إيبرت (بالفرنسية: Ernest Hébert)‏ هو رسام فرنسي، ولد في 3 نوفمبر 1817 في غرونوبل في فرنسا، وتوفي في 5 ديسمبر 1908 في لا ترونش في فرنسا.

## معرض صور

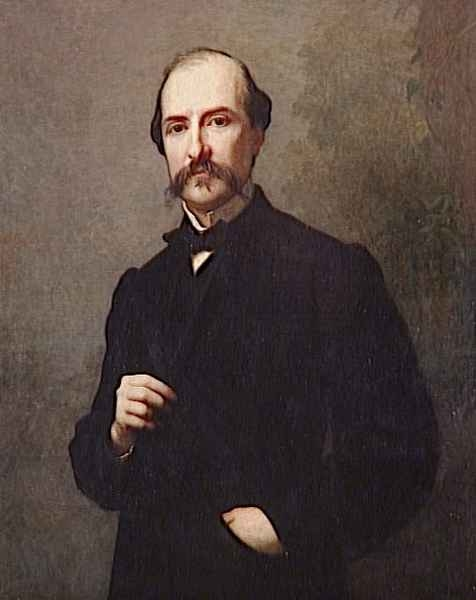
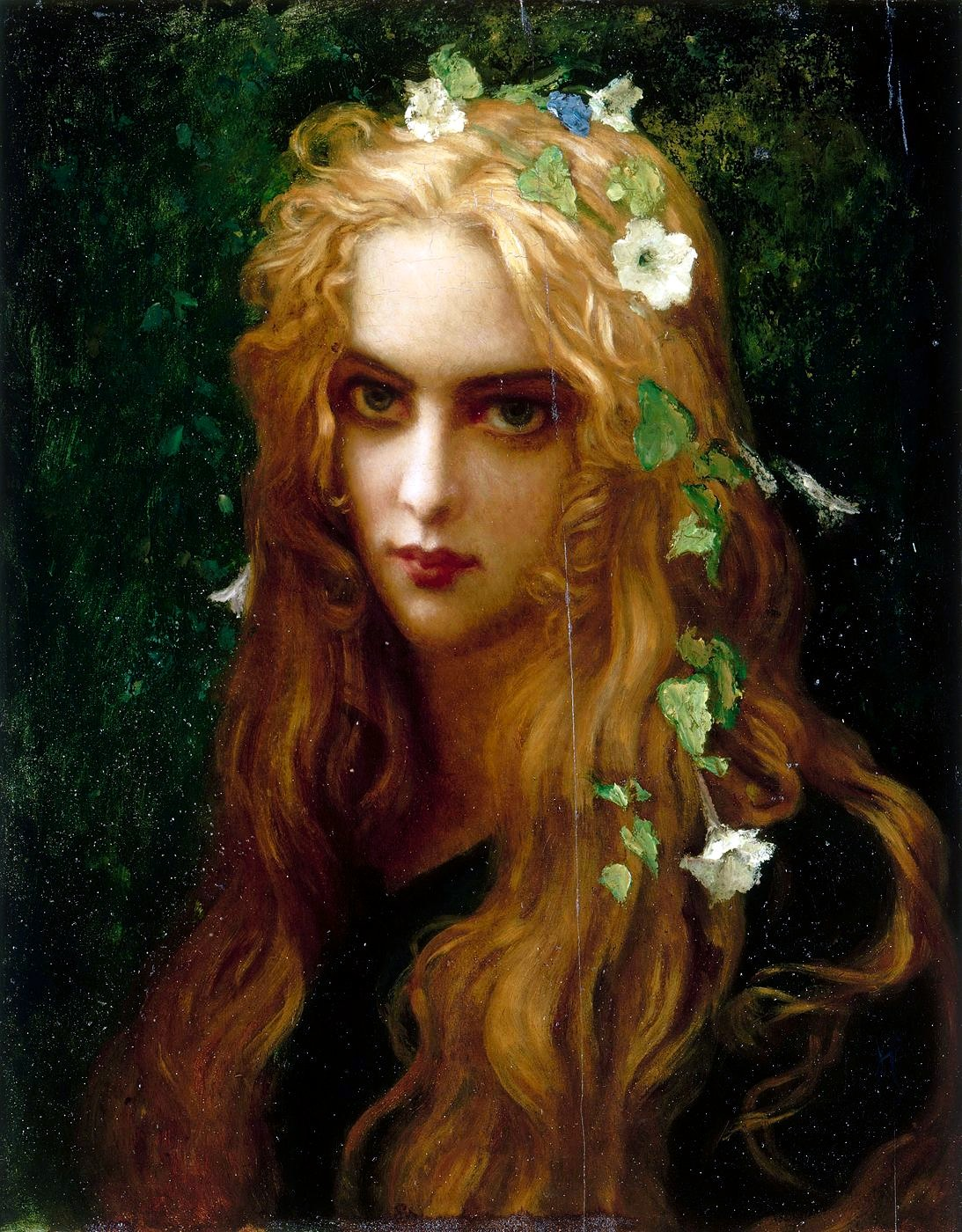
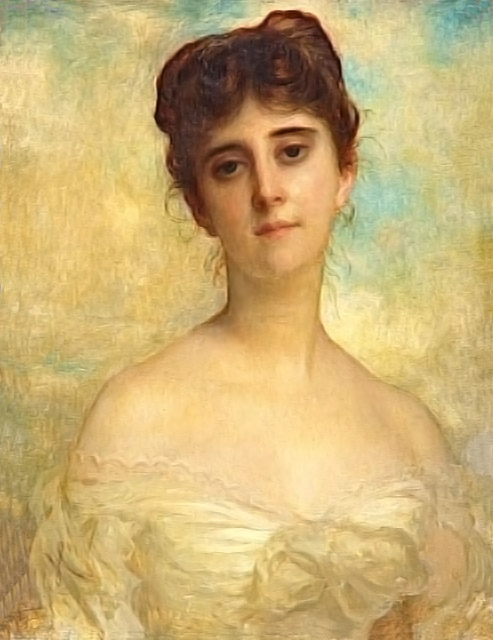

## وصلات خارجية
- إرنست إيبرت على موقع ميوزك برينز (الإنجليزية)